# Stanisław Wilkowski (kapelan)
Stanisław Wilkowski (ur. 17 grudnia 1914 w Kozarzach, zm. 19 grudnia 1968 w Warszawie) – kapelan Wojska Polskiego, podpułkownik, magister inż.

## Życiorys
Urodził się 17 grudnia 1914 jako syn Stanisława. Uczęszczał do szkoły powszechnej w Kozarzach, następnie do szkoły miejskiej w Ciechanowcu. Po maturze wstąpił do Wyższego Metropolitalnego Seminarium Duchownego w Warszawie. Święcenia kapłańskie otrzymał w roku 1938. W tym samym roku wymieniony jako wikariusz w Parafii św. Klemensa Papieża i Męczennika w Klembowie. W kwietniu 1941 r. pełnił zapewne posługę kapłańską w Otwocku.
W czasie II wojny światowej kapelan Armii Krajowej. W 1943 r. wzmiankowany jako wikary w Parafii św. Walentego i św. Trójcy w Latowiczu.
Do Ludowego Wojska Polskiego wstąpił w 1944. Był kolejno: kapelanem I Brygady Zapasowej, proboszczem garnizonu w Częstochowie, zastępcą dziekana Okręgu Wojskowego III, dziekanem Okręgu Wojskowego II.
Pod koniec 1947 r. ukazał się, napisany przez księdza Wilkowskiego, modlitewnik żołnierski pt. W Służbie Chrystusa i Ojczyzny. Prawie cały nakład został skonfiskowany przez Główny Zarząd Polityczno-Wychowawczy Wojska Polskiego. Ocalały nieliczne egzemplarze. Po przeniesieniu do stanu laickiego zaczął pracować w redakcjach czasopism dla kapelanów wojskowych, później zajął się również pisaniem książek o tematyce popularno-historycznej. W połowie grudnia 1947 r. ks. mjr Stanisław Wilkowski, wymieniony jako redaktor czasopisma Kapelan Wojskowy. W  lutym 1950 został redaktorem naczelnym dwutygodnika Głos Kapłana, wychodzącego w nakładzie 8 tys. egzemplarzy. Pismo było wydawane i finansowane przez Zarząd Główny ZBoWiD. W 1963 został redaktorem Ilustrowanego Tygodnika Katolików Zorza.
Zmarł 19 grudnia 1968. Pochowany na cmentarzu Powązkowskim w Warszawie (kwatera 257-5-23).

## Ordery i odznaczenia
- Krzyż Oficerski Orderu Odrodzenia Polski
- Krzyż Kawalerski Orderu Odrodzenia Polski (11 października 1946)[11]
- Krzyż Partyzancki
- Złoty Krzyż Zasługi[12]

## Publikacje
- Modlitewnik: W Służbie Chrystusa i Ojczyzny, Generalny Dziekanat WP, Księgarnia św. Wojciecha, Poznań, 1947.
- Kościół katolicki w Polsce Ludowej, Główna Komisja Księży, Warszawa, 1953.
- Przekład: Siedmiobarwna tęcza, Hilda Graef. Przełożył S. Wilkowski. Warszawa, PAX, 1966[13].
- Farosz i jego pasja. Opowieść o Janie Dzierżone. Warszawa, 1966.
- Stanisław Konarski. Opowieść historyczna. Fabularyzowana opowieść o życiu S. Konarskiego, adresowana do młodzieży. Warszawa, Nasza Księgarnia, 1969.